# Del revés 2
Del revés 2 (títol original en anglès, Inside Out 2) és una pel·lícula d'animació estatunidenca sobre la majoria d'edat produïda per Pixar Animation Studios per a Walt Disney Pictures. És la seqüela de Del revés (2015), i és dirigida per Kelsey Mann (en el seu debut com a director), produïda per Mark Nielsen i escrita per Meg LeFauve. La pel·lícula protagonitza les veus d'Amy Poehler, Phyllis Smith i Lewis Black que repeteixen els seus papers, amb Tony Hale, Liza Lapira i Maya Hawke unint-se al repartiment. S'ha doblat al català.
Del revés 2 es va anunciar per primera vegada el setembre de 2022 durant l'anunci de la D23, amb Mann, Nielsen i LeFauve com a director, productor i guionista, respectivament, mentre que es va revelar que Poehler repetiria el seu paper. Hale, Lapira i Hawke es van unir al repartiment el novembre de 2023.
S'estrenà als cinemes el 14 de juny de 2024.

## Sinopsi
La Riley ha entrat a la pubertat, i amb aquest canvi venen noves emocions: l'angoixa, l'enveja, l'avorriment i la vergonya, que s'uniran a les emocions que ja hi eren (la joia, el fàstic, la por, la ira i la tristesa).